# Das elfte Jahr
Das elfte Jahr (Original  Одиннадцатый) ist ein Dokumentarfilm des Filmemachers Dsiga Wertow von 1928 über die rasanten technischen Entwicklungen in der Ukraine im elften Jahr nach der Oktoberrevolution.

## Inhalt
Es werden in rascher Folge vor allem technische Entwicklungen gezeigt, darunter besonders der Bau des Wasserkraftwerkes Dneprostroj, außerdem arbeitende Männer und Frauen in einem Kohlebergwerk und in einem Dorf, weitere gigantische Maschinen sowie immer wieder das Wasser des Flusses Dnipro in Nahaufnahmen.
Thema des Films ist die Vorführung der technischen Errungenschaften der letzten Jahre, die zu einer erheblichen Steigerung des materiellen Wohlstands in der noch jungen Sowjetunion beigetragen hatten.
Mit besonderem Blick werden in einigen Szenen Maschinen und Menschen in Bewegung gezeigt, sich drehende Räder oder Kolben, es gibt auch einige Überblendungen vom fließenden Wasser des Dnjepr über einzelnen Sequenzen.
Die Zwischentitel in russischer Sprache enthalten propagandistische Aussagen, von denen einige aber später hinzugefügt scheinen, was am abweichenden Schriftbild erkennbar ist und an der offensichtlichen Überflüssigkeit dieser Texte ohne Bezug zu den Aufnahmen.

## Hintergründe
Das elfte Jahr wurde anlässlich des 11. Jahrestags der Oktoberrevolution produziert. Es war der vierte längere Dokumentarfilm von Dsiga Wertow, der auch in den vorherigen vor allem die Entwicklungen in der Sowjetunion gepriesen hatte. Sein folgender Film Der Mann mit der Kamera (1929) verschaffte ihm eine breite internationale Bekanntheit und ließ ihn zu einem der bedeutendsten Dokumentarfilmer seiner Zeit werden.
In dem deutschen Kompilationsfilm Im Schatten der Maschine (1928) wurden einige Szenen aus Das elfte Jahr verwendet, was zu längeren Streitigkeiten von Wertow mit dessen Filmemachern führte. 2019 wurden in einem Kurzfilm beide Filme miteinander verglichen und nach möglichen bisher unbekannten Teilen der Originalaufnahmen gesucht.
Filmmusiken zu Das elfte Jahr waren unter anderem eine französische Komposition von 2016 und eine von Michael Nyman von 2009.

## Kritik
Das Lexikon des internationalen Films betonte den Aufbauwillen im Film

„Eindrucksvoll fotografiert, vermittelt der pathetische, inhaltlich überfrachtete Film hautnah den Stolz auf die Aufbauleistungen jener Jahre. Wie auch im Dokumentarfilm „Ein Sechstel der Erde“ erzählt Wertow von den „Segnungen“ der Oktoberrevolution, indem er auf einer dokumentarischen Wahrheit beharrt, die gleichwohl in der zielgerichteten Montage den politischen Interessen angepasst ist.“

Das Berliner Zeughauskino  hob ebenfalls den industriellen Charakter des Filmes hervor

„Ausgehend von dem Lenin’schen Slogan ‚Kommunismus ist Sowjetmacht plus Elektrifizierung‘ greift der anlässlich des elften Jahrestags der Oktoberrevolution produzierte Dokumentarfilm am Beispiel der ukrainischen Kraftwerke Dneprostroj und Wolchow nicht nur die folkloristische Bezeichnung der Glühlampe als ‚Lenins Lämpchen‘ auf, er entwirft auch eine mediale Vision von elektrischer Energie.“